# Topfkreis

Topfkreis als Filter. Der Innenleiter hat die Länge λ/4.

Topfkreis als Oszillator

Ein Topfkreis ist ein allseitig geschlossener koaxialer Leitungskreis, der sich wie ein Parallelschwingkreis verhält. Im Gegensatz zu einem Schwingkreis aus diskreten Bauteilen ist seine Resonanzfrequenz nicht eindeutig, da die Resonanzeigenschaft durch die Ausbildung von stehenden Wellen längs des Innenleiters zur Zylinderwandung verursacht wird. Der Topfkreis ist daher verwandt mit Gebilden wie abgestimmten Antennendrähten oder Lecherkreisen.

## Beschreibung
Bei hohen Frequenzen (oberhalb etwa 100 MHz) ist die Wellenlänge so klein, dass die Abmessungen der Bauelemente, insbesondere der Spulen und Kondensatoren, nicht mehr vernachlässigbar sind und vermehrte Abstrahlverluste auftreten, weil die Bauteile wie Antennen wirken. Will man bei diesen Frequenzen geringe Verluste und hohe Gütefaktoren erreichen, müssen geschlossene Abschirmungen verwendet werden. Deshalb bietet es sich an, die großflächige Innenwand dieser Abschirmung als Teil des Schwingkreises anzusehen, weil die große Fläche die Stromdichte und damit die Verluste durch den Skineffekt drastisch reduziert. Hohlraumresonatoren sind aber erst oberhalb etwa 2000 MHz klein genug zum Einbau in normale Geräte. Deshalb verwendet man zwischen etwa 100 und 2000 MHz als Schwingkreise Topfkreise mit zentralem Stab oder Rohr.
Im Bild kann man sich den Kondensator zwischen dem rechten Stabende und der umgebenden Abschirmung vorstellen. Dort ist das elektrische Feld am stärksten, weshalb sich die Resonanzfrequenz durch eine geringe Abstandsvariation ändern lässt. Am linken Ende des Stabes ist das magnetische Wechselfeld maximal, hier kann die Energie durch Drahtschleifen induktiv ausgekoppelt werden.
Mit Topfkreisen lassen sich Leerlauf-Gütefaktoren von 1000 erreichen, da sie allseitig geschlossen sind, eine große Oberfläche an der Stromleitung beteiligt ist und keine Energie abstrahlt werden kann.

## Abmessungen
Ein Topfkreis ohne zusätzliche diskrete Kapazität am rechten Ende hat eine Baulänge von fast genau λ/4. Da sich auf dem mittleren Stab der Länge L eine stehende Welle bildet, können auch bei anderen Wellenlängen Resonanzen auftreten. Dafür gilt die Beziehung
{\displaystyle L={\frac {\lambda }{4}}\cdot (2n-1)}
mit n=1,2,3,.. (siehe auch Leitungstheorie#Kurzgeschlossene Leitung und Leitungskreis).

## Elektrische Eigenschaften
Um die geometrische Länge zu verkleinern und eine Feinabstimmung zu ermöglichen, kann vom freien Ende des Innenleiters ein variabler Kondensator (Trimmer) gegen Masse (Außenwandung) geschaltet werden. Muss die Frequenz erheblich geändert werden, lässt sich mit einem Kurzschlussschieber am linken Stabende die geometrische Länge verändern.
Die Ankopplung zu anderen Schaltungsteilen erfolgt entweder kapazitiv oder induktiv (Abgriff in der Nähe des Fußpunktes oder durch eine Drahtschleife). Bei als Bandfilter zusammengeschalteten Topfkreisen dient eine Öffnung oder ein Kurzschlussbügel zwischen beiden Kreisen als Kopplung.
Scheibentrioden und Bleistiftröhren sind speziell entwickelte Elektronenröhren für den Betrieb in Topfkreisen.

## Ausführungsformen und Beispiele

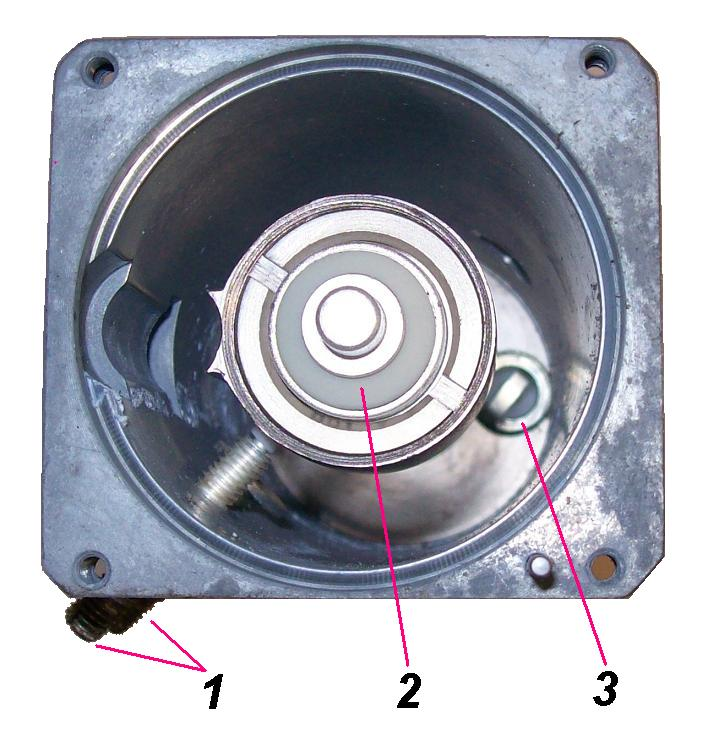
Geöffneter Topfkreis eines FMCW-Radars (Sowjetunion, ca. 1973):
1 – Trimmer für Mittenfrequenz und Frequenzhub
2 – Scheibentriode (GS13-1)
3 – Auskoppelschleife

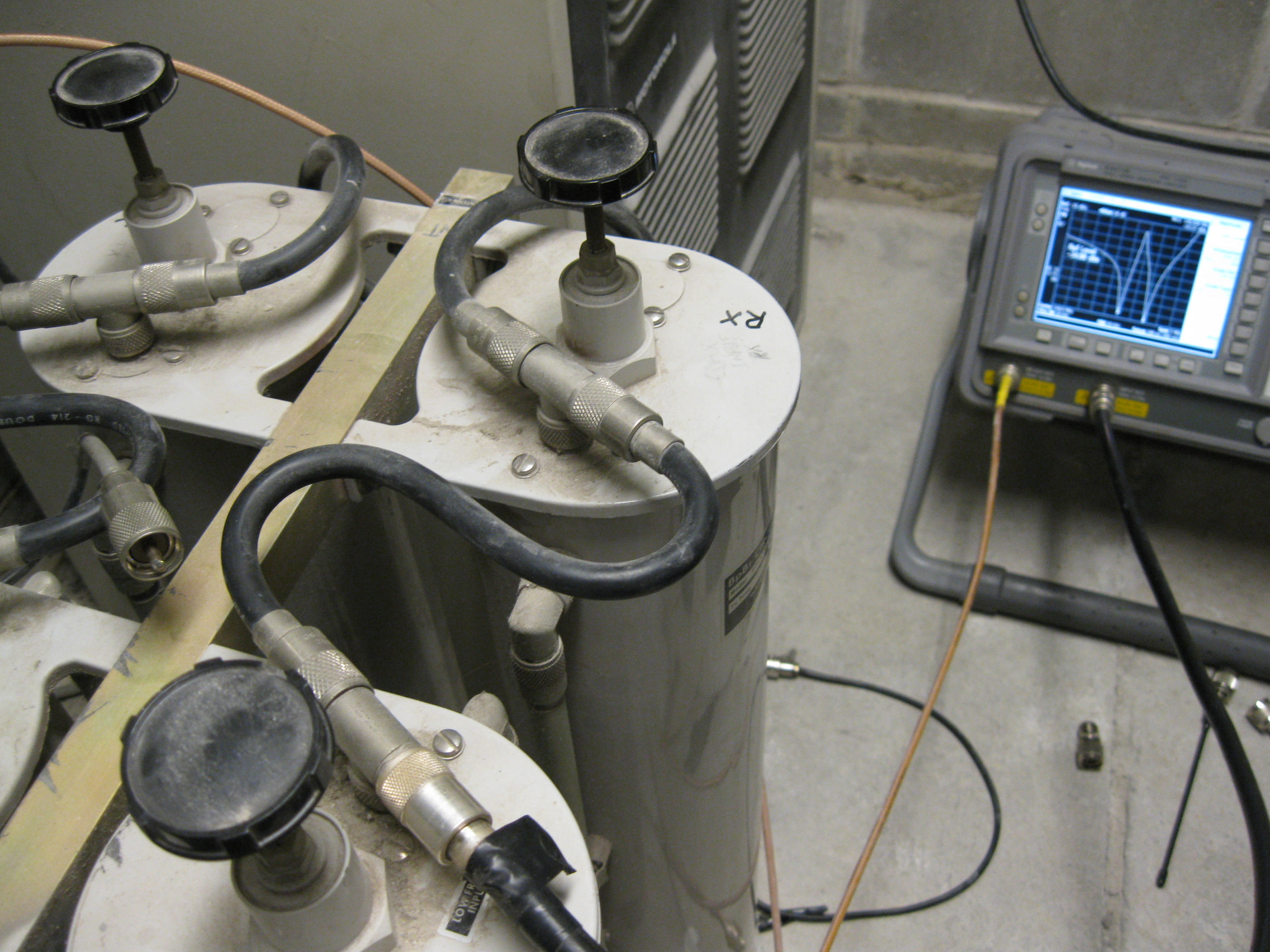
Topfkreis bei einem UKW-Amateurfunkrelais

Bei sehr hohen Frequenzen werden auch Topfkreise mit beidseitig offenen Innenleitern gebaut – die Resonanzlänge des unbeschalteten Innenleiters beträgt dann λ/2. Dann lassen sich diese Kreise beidseitig mit Kapazitäten beschalten, zum Beispiel in manchen UHF-Tunern (Empfangssteile in Fernsehempfängern) an einer Seite mit einem Trimmer, an der anderen mit einer Kapazitätsdiode.
Scheibentrioden und auch Transistoren werden in Topfkreisen in Gitterbasisschaltung beziehungsweise Basisschaltung betrieben. Der Gitteranschluss von Scheibentrioden ist hierfür als Ring herausgeführt und liegt auf Massepotential (Topfboden). Transistoren werden mit zwei Basisanschlüssen gebaut.
Im Beispiel eines älteren FM-Radar-Oszillators (Bild) liegen beide Leitungskreise doppelt koaxial ineinander und sind durch eine Koppelöffnung miteinander verbunden (Rückkopplung). Die Frequenzvariation erfolgt durch einen kleinen motorbetriebenen Sektor, der eine kapazitive Frequenzverstimmung in Form einer Dreieckkurve bewirkt.